# Chorebus kirvus
Chorebus kirvus är en stekelart som beskrevs av Vladimir Ivanovich Tobias 1999. Chorebus kirvus ingår i släktet Chorebus och familjen bracksteklar. Inga underarter finns listade i Catalogue of Life.